# Орки (прозвище)

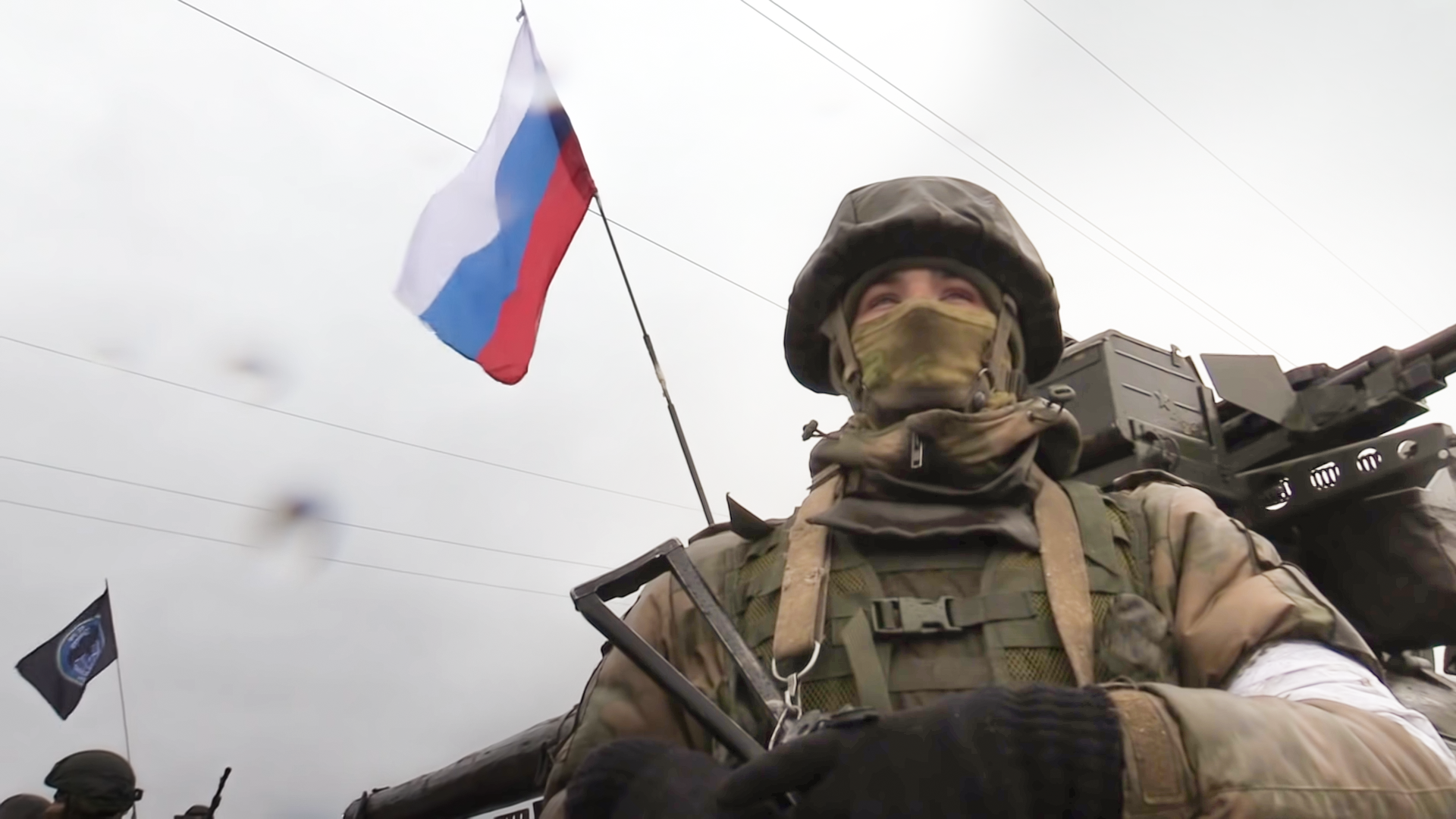
Российский солдат в Новоайдаре, 6 марта 2022 года

О́рки (ед. ч. орк) — прозвище, обычно используемое украинскими гражданами для обозначения российских солдат, участвующих в войне России с Украиной, а также для обозначения обычных россиян, поддерживающих вторжение. Происходит от названия одноимённых вымышленных человекоподобных монстров из фэнтези-романа Джона Толкина «Властелин колец».

## Использование
Сравнения режима Владимира Путина и его служб безопасности со злым некромантом Сауроном, его владениями Мордором и орками были сделаны как минимум в 2009 году российско-американским блоггером и в 2012 году российским журналистом Леонидом Бершидским.  
С самого начала российско-украинской войны в 2014 году украинцы использовали данный термин для описания и демонизации российских сил и тактики. В августе 2015 года президент Украины Пётр Порошенко сравнил концепцию Новороссии с Мордором.
В ходе вторжения России на Украину в 2022 году украинцы стали массово применять термин «орки» по отношению к российским военнослужащим. Издание «Медуза» отмечает, что прозвище «орки» окончательно стало уничижительным названием российской армии 25 февраля — тогда оно появилось на официальной странице Сухопутных войск Украины. Телеканал Al Jazeera English и медиаорганизация Politico включили термин в качестве примера «нового языка войны на Украине».
Как отмечает юридическое издание Courthouse News Service, прозвище является частью украинской пропаганды. Термин используется украинскими высшими должностными лицами, военными и СМИ, а также используется в официальных докладах министерства обороны Украины. Например, в начале марта 2022 года в оккупированном российскими войсками городе Мелитополе демонстранты протестовали против «мародёрства орков». 8 апреля председатель Сумской облгосадминистрации Дмитрий Живицкий объявил, что его область теперь «свободна от орков». На следующий день за ним последовал мэр Макарова Вадим Токар, который заявил, что тела 132 мирных жителей были найдены и что они были «убиты русскими орками».
22 мая 2024 года  Национальный совет Украины по вопросам телевидения и радиовещания призвал не использовать слова «чмони», «орки», «русня» и подобную лексику в отношении российских военнослужащих, так как это «противоречит основным принципам журналистской объективности и даже может привести к дальнейшему обострению военных действий».

## Критика
Мик Райан в статье для Australian Broadcasting Corporation отмечает, что Украина, называя российских солдат «орками», занимается дегуманизацией. Такое же мнение имеет и издание «Медуза». Новостной отдел «Медузы» отмечает, что, когда речь идёт об освещении вторжения и связанных с ним сюжетов, должно настораживать употребление оценочных расчеловечивающих медийных штампов, таких как «нацики» или «орки», что «в любом случае настраивает на определённую эмоцию, а не на восприятие информации».
По мнению главы украинской комиссии по журналистской этике и соучредителя организации «Громадське радіо» Андрея Куликова, называние российских военных «орками» не является журналистским нарушением, но является шагом к обесчеловечиванию и «погружает нас в мир фантазий, а война — реальная». Литовский учёный и общественный деятель Томас Венцлова в интервью заявил: «Я не буду называть русских рашистами или орками — это бесчеловечно».
Британский журнал The Spectator сравнил «жестокость и хаотичность» российских войск с орками Толкина и отметил, что использование данного термина может быть не просто случайным оскорблением, а результатом проведения аналогии между конфликтом Средиземья и геополитикой реального мира.

## В культуре
- Гимн обречённых (Гойда, орки!) — антивоенная песня и анимационный клип российской рок-группы «Ногу свело!», написанный в 2022 году и посвящённый российским солдатам и россиянам, поддерживающим вторжение России на Украину. Видеоклип создан мультипликатором Олегом Куваевым[25].